# 羅夫萊多火山
羅夫萊多火山（西班牙語：Volcán Robledo），是阿根廷的火山，位於該國北部卡塔馬卡省，處於加蘭火山西南面僅80公里，屬於安第斯山脈的一部分，海拔高度4,400米，火山口寬6公里。